# Erondegem
Erondegem ist eine Teilgemeinde von Erpe-Mere an der Molenbeek in der Denderstreek in der Region Flandern. Sie liegt im Südosten der Provinz Ostflandern und gehört zum Arrondissement Aalst. Die Teilgemeinde wird begrenzt von den Teilgemeinden Erpe und Ottergem und den Gemeindegebieten von Sint-Lievens-Houtem (Teilgemeinde Vlierzele) und Lede (Teilgemeinde Impe). Erondegem hat 1628 Einwohner (1. Januar 2003) und eine Fläche von 3,17 km². Die Bevölkerungsdichte ist 513 Einw./km².

## Geschichte
Erondegem wurde in einer Urkunde von 868 oder 869 erstmals erwähnt. Man schrieb im Dokument von Eroldingeheim in pago Bragbattensi. Der Name stammt von einer Person Erold oder Erond ab. Das "gem" verweist auf das Heim dieser Person. Deshalb "Erond sein Heim" (Erondheim → Erondegem). Zu Beginn des 19. Jahrhunderts hatte das Dorf 837 Einwohner und am 31. Dezember 1893 hatte es 963 Einwohner. Je hatte Erondegem einen Fußballverein KFC Olympia Erondegem im Königlich Belgischen Fußballverband (KBFV).

## Sehenswürdigkeiten und Galerie
In Erondegem steht die Sint-Pietersbandenkirche. Erondegem gehört zum Dekanat von Lede.

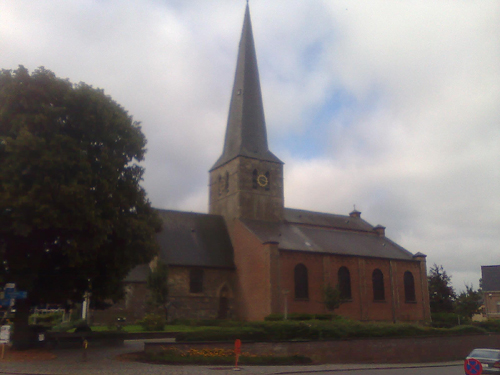
Die Kirche von Erondegem, Seitenansicht
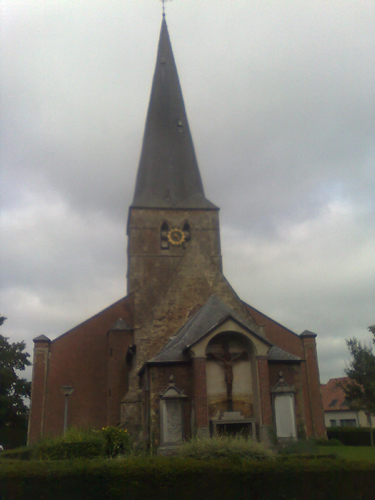
Die Kirche von Erondegem, Rückansicht
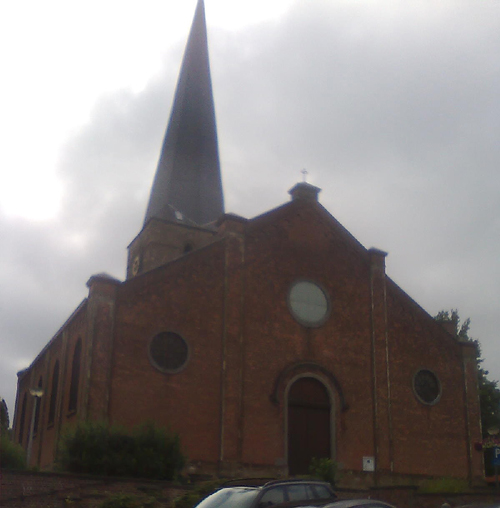
Die Kirche von Erondegem, Vorderansicht
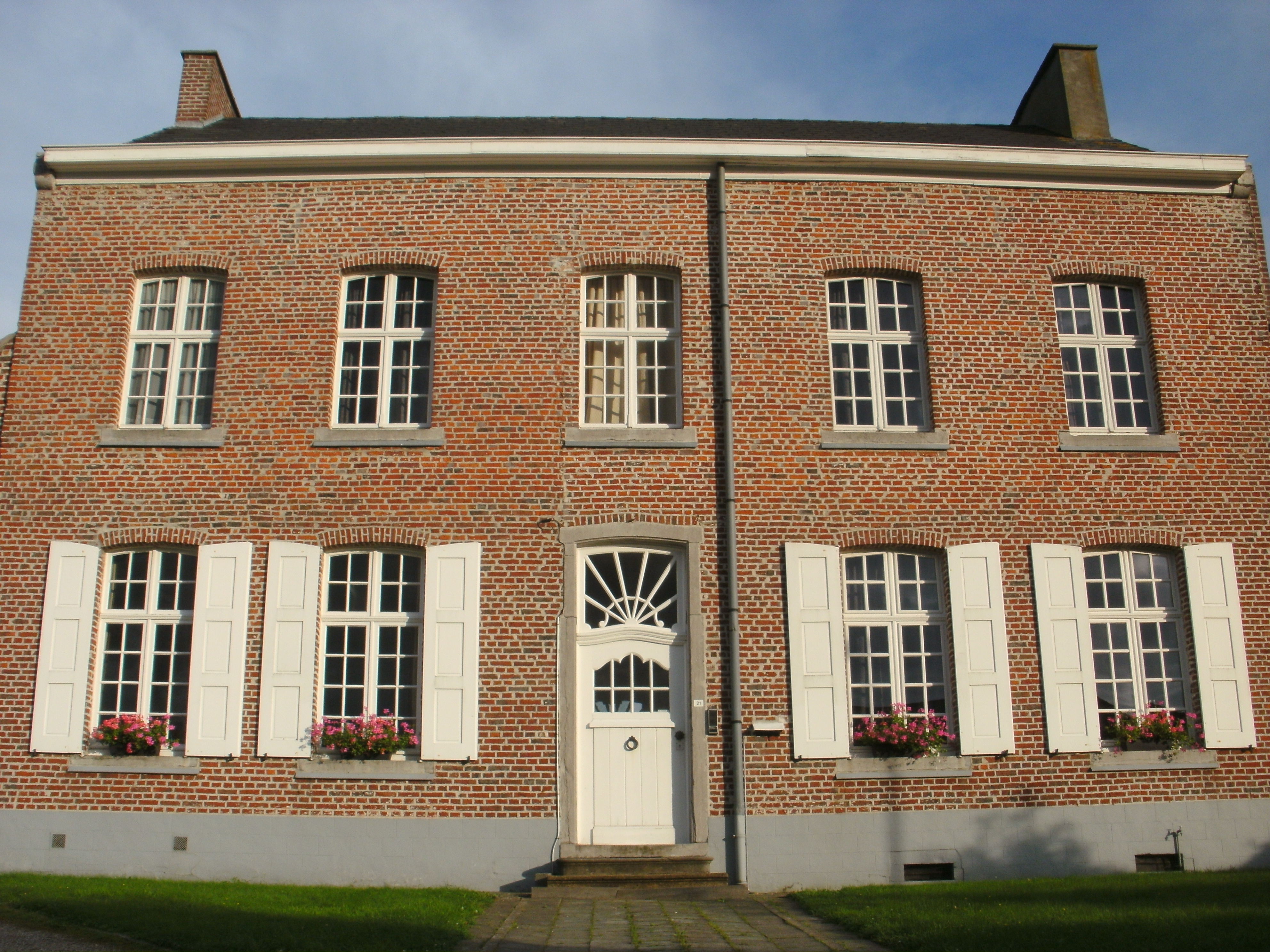
Das Pfarrhaus von Erondegem
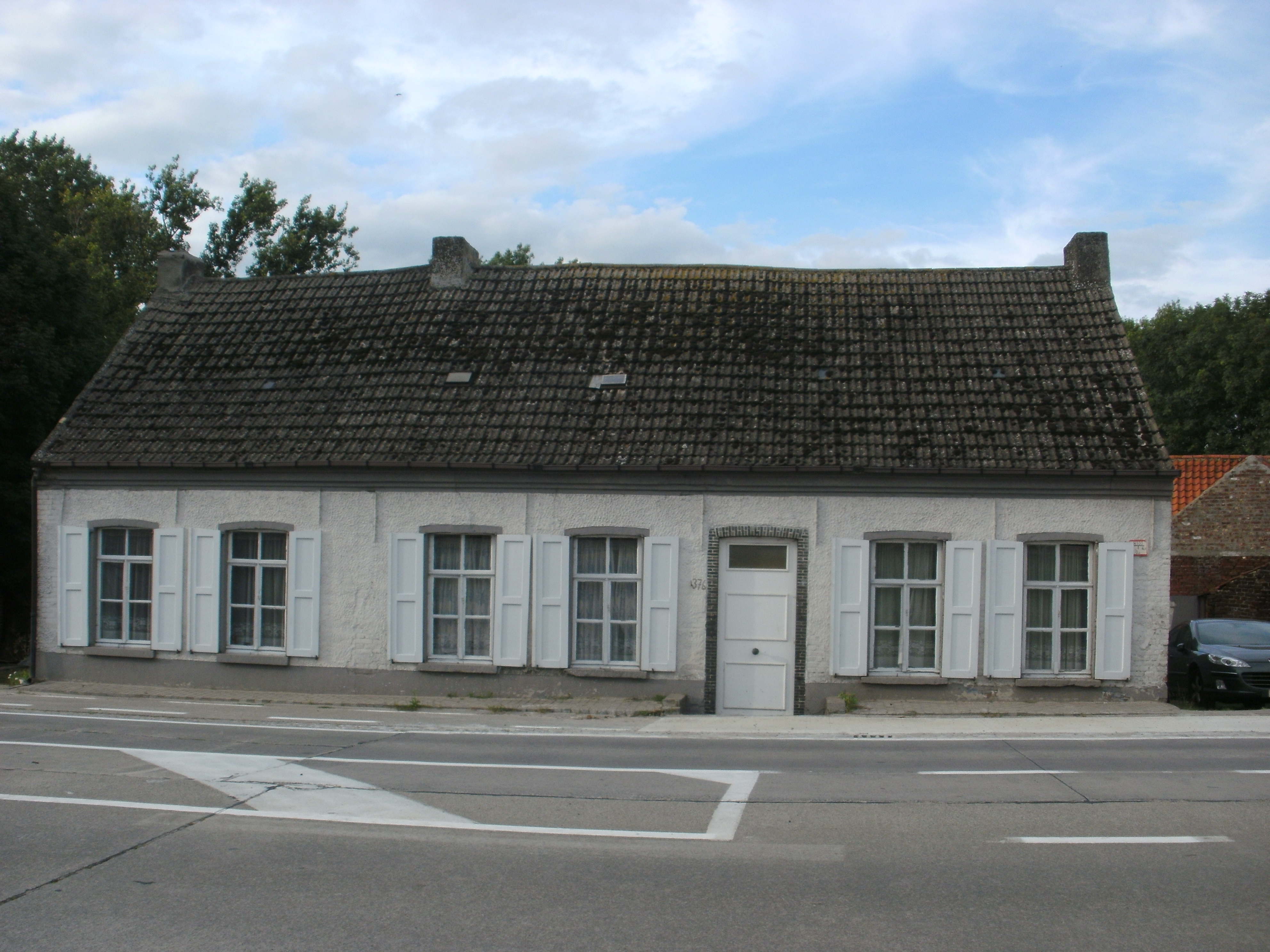
Ein Bauernhaus in Erondegem
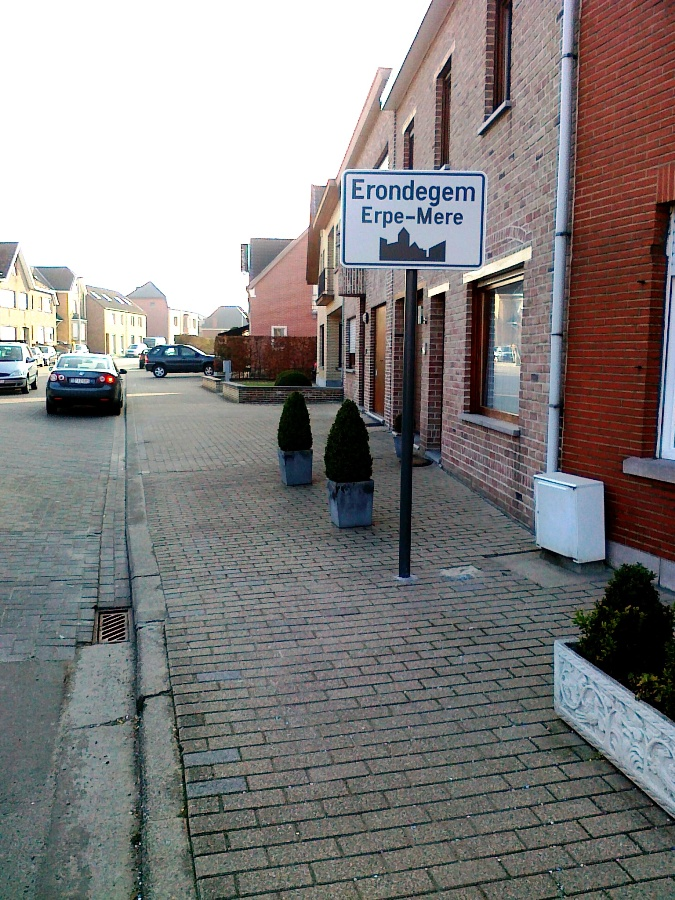
Beginn einer geschlossenen Ortschaft in Erondegem
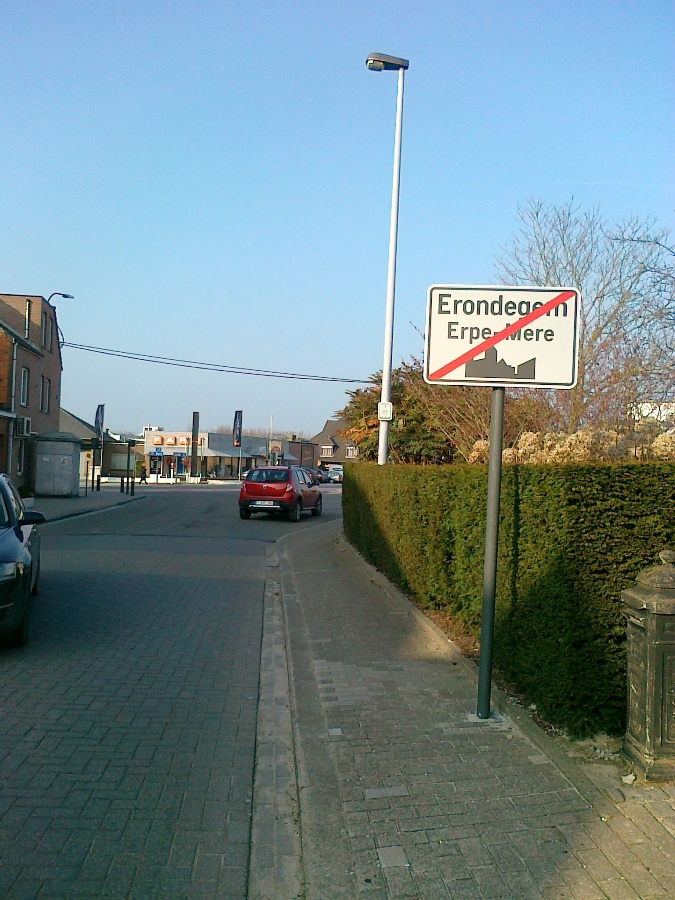
Ende einer geschlossenen Ortschaft in Erondegem